# Terremoto de Charleston de 1886
El terremoto de Charleston de 1886 en Carolina del Sur ocurrió a las 21:51 hora local del 31 de agosto de 1886. Causó 60 muertes y daños por valor de entre 5 y 6 millones de dólares a 2.000 edificios en el sureste de Estados Unidos. Es uno de los terremotos más poderosos y dañinos que ha azotado la costa este de los Estados Unidos.
Los científicos lo clasificaron como un terremoto intraplaca y dijeron que tuvo una magnitud de momento estimada de 6,9 a 7,3 y una intensidad Mercalli máxima de X. Se había producido muy poca o ninguna actividad sísmica histórica en esta región, lo cual es inusual para cualquier área sísmica.

## Terremoto
El terremoto se sintió en lugares tan lejanos como Boston, Massachusetts, al norte; Chicago, Illinois y Milwaukee, Wisconsin, al noroeste; Nueva Orleans, Luisiana, al oeste; y a través del agua hasta Cuba al sur y Bermudas al este.El terremoto fue tan severo que fuera del área inmediata se especuló que la península de Florida se había desprendido de América del Norte.Hubo al menos 60 muertes.
El largo balanceo se hizo más profundo y se extendió hasta convertirse en un espantoso rugido, que pareció impregnar al mismo tiempo la tierra turbulenta y el aire quieto arriba y alrededor. El temblor fue ahora un estremecimiento áspero y rápido, que agitó todo el edificio elevado y de fuertes paredes como si lo estuvieran sacudiendo, sacudido por la mano de un poder inconmensurable, con la intención de romper sus junturas y esparcir sus piedras y ladrillos en el extranjero, como un árbol arroja su fruto demasiado maduro ante el soplo del vendaval.
- Carl McKinley, "Capítulo 1. El terremoto de Charleston", pág. 212, El terremoto de Charleston del 31 de agosto de 1886.
Los forúnculos de arena fueron comunes en toda el área afectada debido a la licuefacción del suelo. Las réplicas continuaron sintiéndose durante semanas después del evento.La actividad sísmica menor que aún continúa en el área a principios del siglo XXI puede ser una continuación de las réplicas.
Con el desarrollo de los estudios y la tecnología de terremotos, este evento ha sido ampliamente estudiado como un ejemplo de terremoto intraplaca. Se cree que ocurrió en fallas formadas durante la desintegración de Pangea. Se encuentran fallas similares a lo largo de la costa este de América del Norte. Se cree que estas fallas antiguas permanecen activas debido a las fuerzas que ejercen sobre ellas los movimientos actuales de la Placa de América del Norte. Los mecanismos exactos de los terremotos intraplacas son objeto de mucha investigación en curso.
Roger Bilham y Susan Hough estudiaron proyectos de cartografía histórica publicados entre 1884 y 1919 y descubrieron un levantamiento de 1 metro en Summerville a lo largo del ferrocarril de Carolina del Sur. La evidencia fotográfica del Ferrocarril de Carolina del Sur al sureste de Summerville también mostró un desplazamiento lateral derecho de 4,5 ± 0,3 metros en la vía. La observación directa de los efectos del terremoto también informó que la plataforma del riel fue "forzada hacia la derecha", lo que respalda la identificación de este desplazamiento. Esta compensación ocurrió en la ubicación de la falla de Summerville; la posición de la falla también se alinea con los resultados de los estudios de reflexión sísmica. La sismicidad del área sustenta una estructura con tendencia norte-noreste-sur-suroeste y con inclinación oeste en un ángulo de 40 a 45°. Propusieron una ruptura de 27 kilómetros de largo a lo largo de la falla basándose en la descripción de daños extremos en Summerville y una menor gravedad de los daños en Pinopolis, más al norte de la terminación de la ruptura norte propuesta.

### Daños

#### Daños a edificios
Dentro de la ciudad, muchos de los edificios sufrieron daños; algunos tuvieron que ser derribados y reconstruidos. Los daños más importantes se produjeron en edificios construidos con ladrillos, y representaron el 81% de los daños a edificios. Los edificios con estructura de madera sufrieron muchos menos daños. Otro factor que afectó el porcentaje de edificios destruidos fue el tipo de terreno sobre el que se construyeron. Los edificios construidos sobre terreno firme tenían muchas más probabilidades de sufrir daños que los edificios construidos sobre terreno sólido; sin embargo, esta relación solo se produjo en los edificios con estructura de madera, ya que el 14% de los edificios con estructura de madera construidos sobre suelo construido sufrieron daños, en comparación con el 0,5% de los edificios con estructura de madera construidos sobre suelo sólido que sufrieron daños. Esta relación fue insignificante en lo que respecta a los daños a edificios de ladrillo.
Los edificios más destacados que fueron destruidos fueron los edificios comerciales, mientras que los edificios residenciales sufrieron daños significativamente menores. Esto se debe al hecho de que los edificios comerciales eran más antiguos, tenían una parte superior más prominente en comparación con la base del edificio y estaban hechos de ladrillo.
La Antigua Casa de Reuniones Blanca cerca de Summerville, condado de Dorchester, Carolina del Sur, quedó reducida a ruinas.
Otras estructuras construidas por el hombre también resultaron dañadas como resultado de las fisuras de la tierra provocadas por el terremoto. Las vías del ferrocarril en Charleston y áreas cercanas se rompieron y los trenes descarrilaron. Las represas se rompieron, lo que provocó muchas inundaciones en las granjas y carreteras circundantes. El suelo se licuó en muchos lugares, lo que dañó aún más muchos edificios, carreteras, puentes y campos agrícolas.

#### Otros daños
Se cortaron cables y se destrozaron las vías del tren, aislando a los residentes del mundo exterior y viceversa. Los daños se estimaron entre 5 y 6 millones de dólares. Esto equivaldría hoy a unos 112 millones de dólares.En total, hubo alrededor de 60 muertes a causa del terremoto. Al terremoto de Charleston le siguió una serie de réplicas. Se informó que hubo 300 réplicas más pequeñas dentro de los primeros 30 años posteriores al terremoto de 1886 y 435 en total.
Se produjeron daños importantes en lugares tan lejanos como Tybee Island, Georgia, que está a más de 60 millas de distancia. Se informaron daños estructurales a varios cientos de millas de Charleston, incluso en el centro de Alabama, el centro de Ohio, el este de Kentucky, el sur de Virginia y el oeste de Virginia Occidental.

### Secuelas
Muchos propietarios de edificios agregaron pernos antisísmicos a los edificios de mampostería no reforzada existentes para agregar soporte a la estructura y evitar tener que demolerla debido a la inestabilidad. Los pernos atraviesan las paredes de mampostería existentes, uniendo las paredes en lados opuestos de la estructura para mayor estabilidad. Además, se creó la División de Manejo de Emergencias de Carolina del Sur para planificar la mitigación de desastres y responder a los desastres actuales con el fin de reducir los daños a la propiedad y salvar vidas.
El fotógrafo local George LaGrange Cook tomó una serie de fotografías de la ciudad después del terremoto y las publicó como Vistas del terremoto de Cook de Charleston y sus alrededores.Una colección de su obra se encuentra en el Museo de Arte Gibbes de la ciudad.
Después del terremoto inicial, durante los siguientes 30 años, hubo un total de 435 réplicas del terremoto. Algunos de ellas comenzaron inmediatamente después del terremoto y fueron más frecuentes y cuanto más tiempo después del terremoto, más espaciadas estaban las réplicas.
El impacto inicial en Charleston duró unos 45 segundos y fue extremadamente destructivo, dejando casi todas las 8.000 estructuras de la ciudad con daños interiores o ventanas rotas. La primera réplica se produjo apenas diez minutos más tarde y la ciudad volvió a temblar. En las siguientes 24 horas, se sintieron al menos siete réplicas diferentes en Charleston y sus alrededores. El terremoto y sus réplicas causaron daños a edificios en ciudades como Savannah y Augusta, Georgia, así como Columbia, Carolina del Sur, todas las cuales se encuentran a más de 100 millas de Charleston. El terremoto se sintió incluso en ciudades como Boston y Chicago, donde cayó yeso de los techos de los pisos superiores de algunos edificios.
Se estima que si hoy se produjera un terremoto de esta magnitud en el mismo lugar, provocaría unas pérdidas de aproximadamente 20 mil millones de dólares sólo en Carolina del Sur, así como aproximadamente 900 muertos y 44.000 heridos.Sin embargo, como los terremotos que han ocurrido en Charleston son grandes pero poco frecuentes y ocurren cada 500 a 600 años, es muy poco probable que ocurra otro terremoto de este tamaño en el corto plazo.